# Ulrich von Raven
Ulrich Ludwig Friedrich von Raven (* 5. Januar 1767; † 17. November 1800 in Petrikau) war ein  preußischer Offizier und Träger des Ordens Pour le Mérite.

## Leben und familiärer Hintergrund
Ravens Eltern waren der herzoglich mecklenburgisch-schwerinsche Kammerherr und Klosterhauptmann zu Malchow, Adolf Wilhelm von Raven (geboren 1730, unbekanntes Sterbedatum), auf Golchen, Neckeln und Repnitz und die Marie Blandine von Schack (1724–1791). Ulrich von Raven blieb unverheiratet.

## Militärische Laufbahn
Als Zweitgeborener trat er, wie es in Familien seiner Herkunft üblich war, als Offiziersbewerber in die preußische Armee ein.
1794 war er Seconde-Lieutenant im Füsilier-Bataillon Oswald, das anlässlich der zweiten Teilung Polens in den Preußen zugeteilten und von ihm annektierten Gebieten stand und gegen die polnischen Truppen kämpfte, die sich erbittert gegen die Teilung ihres Landes wehrten. Ulrich von Raven hatte den Auftrag, mit 20 Füsilieren die Brücke bei Inowlodz zu verteidigen. Am 22. März wurde diese mit weit überlegenen Kräften angegriffen. Raven und seine Soldaten wehrten sich, bis alle Munition verschossen war. Nachdem fast alle seine Soldaten gefallen oder schwer verwundet waren, geriet er, selbst dreimal schwer verwundet, in Gefangenschaft. Mit Allerhöchster Kabinettsorder vom 30. März 1794 verlieh ihn König Friedrich Wilhelm II. den Orden pour le merite.
Ulrich von Raven überlebte seine schweren Verwundungen und diente weiter in der preußischen Armee, in der er es bis zum kgl. preuß. Stabsrittmeister brachte.